# Drift (Linguistik)
Eine Drift ist in der Linguistik die langsame Änderung einer Sprache beziehungsweise eines Dialektes, die bis zur Herausbildung einer eigenständigen Sprache führen kann.
Drift ist ein wichtiger Faktor der Sprachenentstehung. Obwohl die Sprachänderungen zunächst zufällig scheinen, gehen sie doch oft in eine bestimmte Richtung. Beispiele sind die Lautverschiebungen.
Eine sprachliche Änderung kann sich auch von einem bestimmten Gebiet ausbreiten und allmählich zu einer charakteristischen Erscheinung werden. So beobachtet man zurzeit eine zunehmende Verbreitung des Wortes Lauch anstelle des Wortes Porree. Es gibt die Tendenz, dass die deutsche Sprache mehr und mehr englische Wörter aufnimmt. Der sich entwickelnde Sprachgebrauch kennt auch eine Drift der Bedeutung einzelner Wörter in Richtung Bedeutungsverengung oder Bedeutungserweiterung.